# Antennarius maculatus
Antennarius maculatus är en fiskart som först beskrevs av Desjardins, 1840.  Antennarius maculatus ingår i släktet Antennarius och familjen Antennariidae. Inga underarter finns listade i Catalogue of Life.

## Bildgalleri

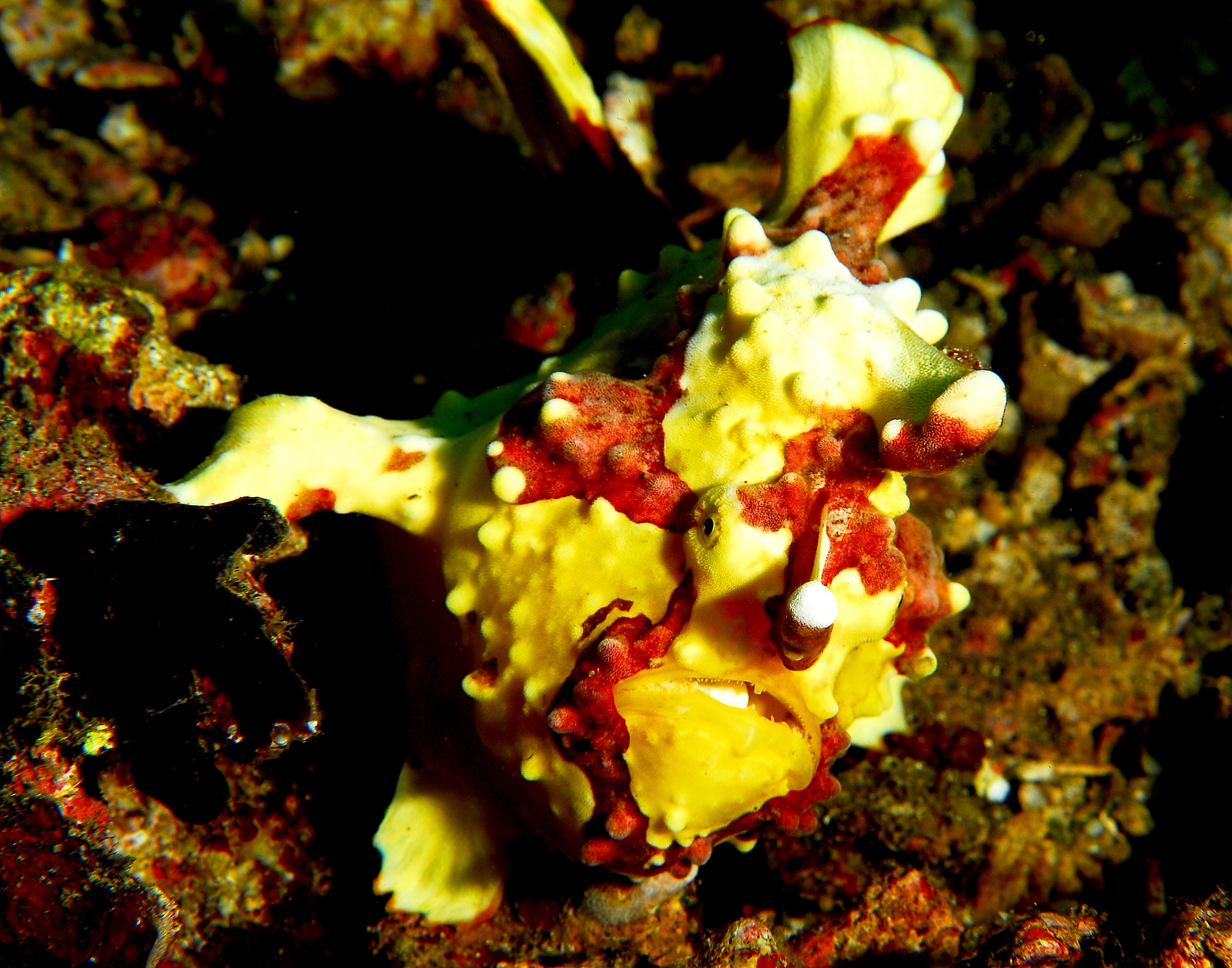
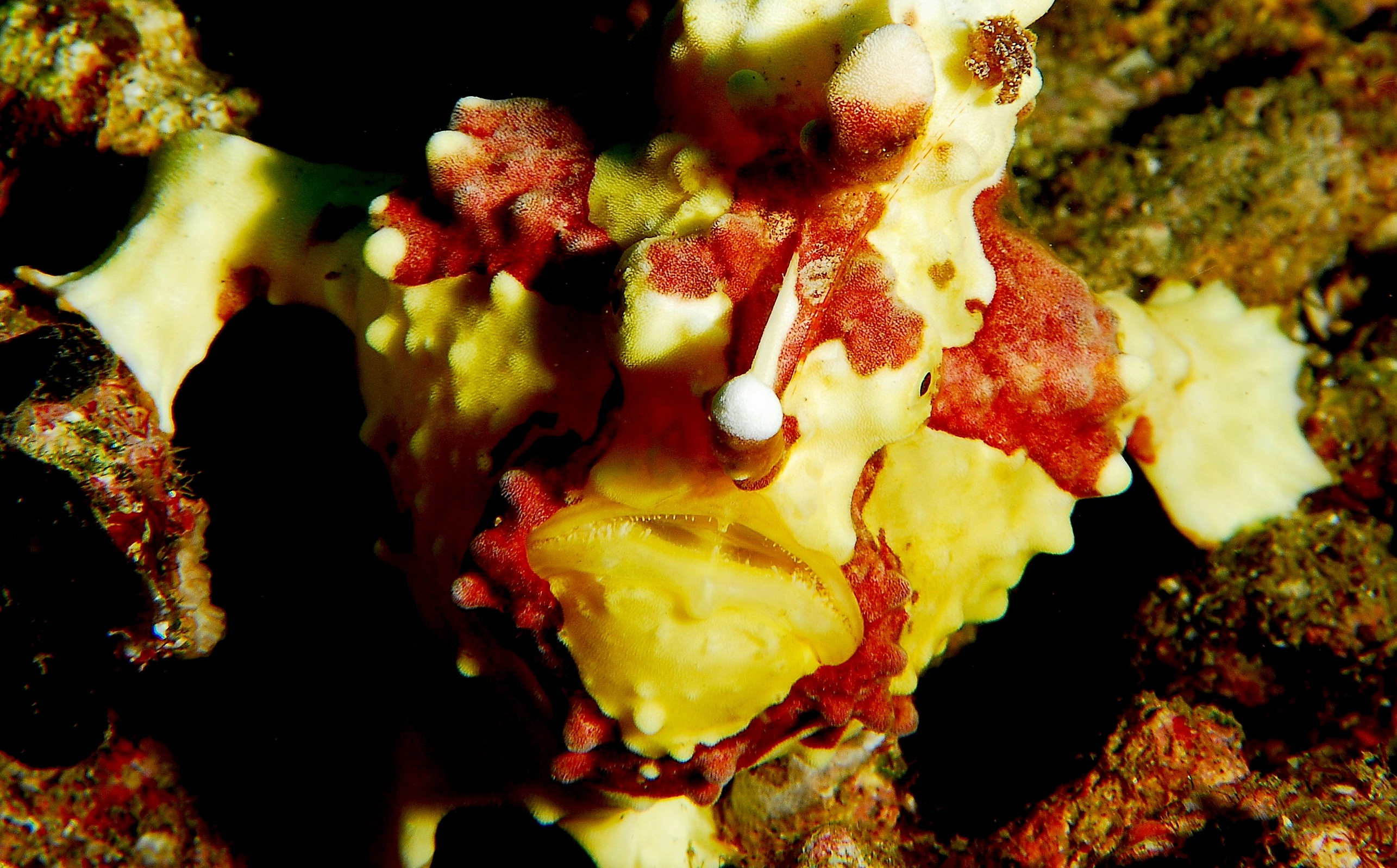
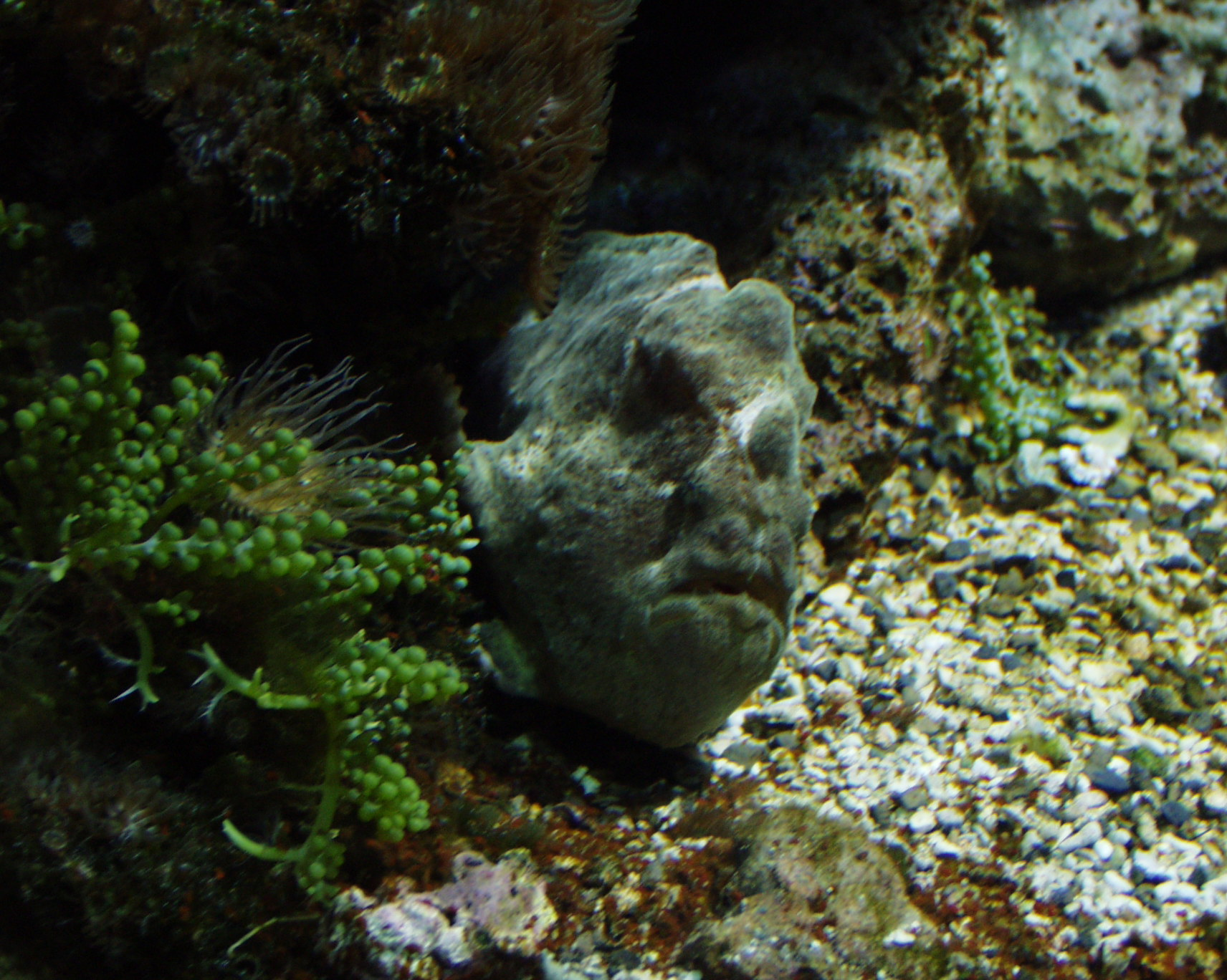